# Thul
Thul es una localidad de Pakistán, en la provincia de Sindh.

## Demografía
Según estimación 2010 contaba con 29541 habitantes.